# 정예나 (배우)
정예나(2000년 4월 10일 ~ )는 대한민국의 배우이다.

## 드라마
- 2021년 MBC 드라마《이벤트를 확인하세요》
- 2022년 MBC 드라마《내일》
- 2024년 TVING 드라마 《우씨왕후》
- 2025년 KBS2 드라마 《화려한 날들》- 진홍미 역